# Sredni Les
Sredni Les (en rus: Средний Лес) és un poble (un khútor) del krai de Stàvropol, a Rússia, que en el cens del 2010 tenia 453 habitants. Pertany al districte rural de Zelenokumsk.